# ريتشل بيري
ريتشل بيري (بالإنجليزية: Rachel Perry Welty)‏ هي مصورة وفنانة أمريكية، ولدت في 1962.